# نات إيمرسون
نات إيمرسون (بالإنجليزية: Nat Emerson)‏ هو لاعب كرة مضرب أمريكي، ولد في 1 أكتوبر 1874 في سينسيناتي في الولايات المتحدة، وتوفي في 25 أكتوبر 1958 في ممفيس في الولايات المتحدة.